# Kostići (Kneževo)
Kostići (szerbül: Костићи), település Kneževo községben, Bosznia-Hercegovinában, a Bosanska Krajina keleti részén, a Szerb Köztársaságban.

## Fekvése
A település Bosznia-Hercegovina északi részén, Banja Lukától légvonalban 30, közúton 43 km-re délre, községközpontjától légvonalban 5, közúton 8 km-re nyugat-északnyugatra, a Čemernica-hegység keleti lábánál, 710-950 méteres magasságban található. Központi részének magassága 740-750 méter. Határának nyugati része felnyúlik a hegység magaslataira. Áthalad rajta az R414-es helyi út.

## Népessége
| Nemzetiségi csoport | Népesség 1991 | Népesség 2013 |
| ------------------- | ------------- | ------------- |
| Szerb               | 512           | 368           |
| Bosnyák             | 0             | 0             |
| Horvát              | 1             | 0             |
| Jugoszláv           | 2             | 0             |
| Egyéb               | 2             | 3             |
| Összesen            | 517           | 371           |

## Története
A település névadója a Kostić család volt, akik valószínűleg első lakói voltak. A szerb lakosságú település 1878-ig tartozott az Oszmán Birodalomhoz, ekkor a berlini kongresszus határozata alapján az Osztrák-Magyar Monarchia része lett. 1879-ben az első osztrák-magyar népszámlálás során a Jajcai járáshoz és Milan-Kneževina községhez tartozó településnek 17 háztartása és 183 ortodox szerb lakosa volt. 1910-ben a Kotor Varoš-i járáshoz és Bokani községhez tartozó településen 28 háztartást és 276 ortodox lakost találtak. A monarchia szétesésével 1918-ban előbb a Szerb-Horvát-Szlovén Királyság, majd 1929-től a Jugoszláv Királyság része lett. Az 1929-es törvény értelmében, amikor Bosznia-Hercegovinát négy banovinára, Drinskára, Vrbaskára, Zetskára és Primorskára osztották, a település a Vrbaska banovina része lett, amelynek székhelye Banja Luka volt. Jugoszlávia megszállása után a Független Horvát Állam (NDH) része lett. A második világháború után 1992-ig a település a szocialista Jugoszlávia keretében a Bosznia-Hercegovinai Népköztársaság része volt. A boszniai háborút lezáró daytoni békeszerződést követő területfelosztásnál a Szerb Köztársaság területéhez került.